# Puddle Dive
Puddle Dive es el cuarto álbum de estudio lanzado por la cantante y compositora Ani DiFranco, publicado en 1993.

## Lista de canciones
Todas las canciones compuestas por Ani DiFranco.
1. "Names and Dates and Times" – 2:39
2. "Anyday" – 3:00
3. "4th of July" – 3:03
4. "Willing to Fight" – 3:49
5. "Egos Like Hairdos" – 2:44
6. "Back Around" – 3:09
7. "Blood in the Boardroom" – 3:55
8. "Born a Lion" – 1:48
9. "My I.Q." – 2:23
10. "Used to You" – 3:23
11. "Pick Yer Nose" – 2:44
12. "God's Country" – 2:48

## Personal
- Ani DiFranco – Guitarra acústica, Steel Guitar, Voz
- Scot Fisher – acordeón
- Scott Freilich – Bajo
- Rory McLeod – Armónica
- Alex Meyer – Silbato, cuíca
- Ann Rabson – piano
- Mary Ramsey – violín
- Andy Stochansky – percusión, tambores, marimba, triángulo, tambores de acero, djembe, shaker, coros

## Producción
- Productores – Ani DiFranco, Dale Anderson, Ed Stone
- Ingeniero – Ed Stone